# Kościół Najświętszej Maryi Panny Matki Miłosierdzia w Jastrzębiu
Kościół parafialny pw. Najświętszej Maryi Panny Matki Miłosierdzia w Jastrzębiu – kościół parafialny pod wezwaniem Najświętszej Maryi Panny Matki Miłosierdzia w Jastrzębiu. Kościół jest świątynią parafialną rzymskokatolickiej parafii pod tym samym wezwaniem.

## Historia
Po 1982 roku ks. Idzi Stacherczak kupił działkę i przystąpił do budowy kościoła wraz z zapleczem mieszkalno-duszpasterskim według projektu architekta Zygmunta Fagasa. Świątynię tę poświęcił rytem zwykłym 28 listopada 1984 roku biskup Miłosław Kołodziejczyk, a uroczystym (konsekrował) 10 listopada 1991 roku biskup Stanisław Nowak.
W ołtarzu głównym znajduje się krzyż oraz obrazy Matki Boskiej Ostrobramskiej i św. Barbary, patronki górników.